# Modelo de transición hélice-ovillo
Los modelos de transición hélice-ovillo son técnicas formalizadas de mecánica estadística desarrolladas para describir las conformaciones de los polímeros lineales en disolución. Los modelos se aplican habitualmente, pero no exclusivamente a los polipéptidos como medida de la fracción relativa de la molécula en conformación de hélice alfa contra la fracción en vuelta o arrollamiento aleatorio. El principal interés para investigar en la formación de las alfa hélices es que se encuentran los principales rasgos del plegamiento de proteínas, pero en la versión más sencilla posible.
La mayor parte de los modelos hélice-ovillo contienen parámetros para la probabilidad de nucleacilón de la hélice a partir de una región en ovillo y la propagacilón de la hélice por la secuencia una vez nucleada. Dado que los polipéptidos son direccionales y tienen distintos extremos  N-terminal y C-terminal, los parámetros de propagación pueden diferir para cada una de las direcciones.
Algunos modelos comunes serían el modelo de Zimm-Bragg y el de Lifson-Roig, y sus extensiones y variaciones.
La energía de la hélice hospedadora de poliadenina en solución acuosa es: 
{\displaystyle \Delta G_{folding}=(m-2)\Delta H_{\alpha }-mT\Delta S}
donde m - es el número de residuos de la hélice.